# Portraits de femmes
Albums de Serge Lama
Marie, la polonaise : Napoléon volume III Je t'aime
Portraits de femmes est un album studio de Serge Lama sorti en 1986 chez Philips.

## Titres
L'ensemble des textes est de Serge Lama (sauf indications et/ou précisions supplémentaires).
| No  | Titre                                     | Musique          | Durée |
| --- | ----------------------------------------- | ---------------- | ----- |
| 1.  | Seul avec ma cigarette (le porte-briquet) | Roger Loubet     | 4:00  |
| 2.  | Je vous salue Marie                       | Tony Stefanidis  | 4:15  |
| 3.  | Pas vraimambeau                           | Michel Guillaume | 4:45  |
| 4.  | Idées de femmes                           | Tony Stefanidis  | 4:25  |
| 5.  | Maman Chauvier                            | Yves Gilbert     | 3:10  |
| 6.  | Je ne me sens vrai que sur la scène       | Claude Perraudin | 3:55  |
| 7.  | Dans les yeux des femmes                  | Roger Loubet     | 4:10  |
| 8.  | Portraits de femmes                       | Jean Schultheis  | 5:10  |
| 9.  | La vie simple et tranquille               | Yves Gilbert     | 3:15  |
| 10. | La musique et l'amour                     | Claude Perraudin | 2:55  |
| 11. | Fou d'elles et dégouté, je les aime       | Michel Guillaume | 4:30  |
| 12. | Encore une heure, encore un jour          | Pascal Renard    | 3:15  |